# Гиппонактова строфа
Гиппона́ктова строфа́ — в античной метрике, двустрочная строфа: трохеический каталектический диметр + ямбический каталектический триметр. Напр.:
—́U ¦ —U | —́U ¦ —

        U—́ ¦ U— | U—́ ¦ U— | U—́ ¦ X

Nōn ebūr neq[ue] āureūm

       meā renīdet īn domō lacūnar...
(Horatius, Carmina II 18, 1—2)
У меня ни золотом

       ни костью белой не сверкают своды...
(Гораций, Оды II 18, 1—2; перев. Север Г. М.)
Называется по имени Гиппонакта.